# Paleta de Narmer
La Paleta de Narmer es una placa de pizarra tallada con bajorrelieves, descubierta en 1898 por James Quibell y Green en el templo de Horus de Hieracómpolis (Nejen), y actualmente depositada en el Museo Egipcio de El Cairo. Existen diferentes interpretaciones sobre el significado de sus grabados, tanto políticas (posible unificación del Antiguo Egipto) como religiosas. Está asociada al rey Narmer (también conocido como Menes), a quien se atribuye la unificación de Egipto y cuya figura se ve luciendo la corona roja del Bajo Egipto y la corona blanca del Alto Egipto. La pieza está fechada hacia el 3200-3000 a. C. (3050-2988 a. C. en otras dataciones).

## Descripción
Es una paleta confeccionada en pizarra, de 64 cm de altura y 45 cm de ancho, cuya primitiva función era servir de soporte para los pigmentos, cremas, aceites, etc., que se aplicaban en el cuerpo, aunque es muy común encontrarlas en los ajuares funerarios o como ofrenda en los templos.
Ambas caras tienen grabada en la parte superior dos cabezas de vaca, símbolo de la diosa Bat, y entre ellas se encuentra el serej, precedente de los cartuchos, con el nombre de Narmer.

### Anverso
- Figura el rey Narmer, con la corona blanca del Alto Egipto a gran tamaño, lo que indica la preeminencia del Alto sobre el Bajo Egipto, dado su papel como instaurador de las bases de la Primera Dinastía de Egipto.[5] Golpea a un extranjero, representado por una figura de cabello rizado y barba. Esta figura siempre se usaba para identificar a los libios y a los asiáticos, pero es posible que Narmer considerara extranjeros a los habitantes del Delta, ya que la unificación fue una conquista por la fuerza, por lo que la paleta representaría su victoria tanto sobre los habitantes del delta occidental como sobre los beduinos del Sinaí.
- El gobernante se encuentra representado asimismo con cola de toro, elemento que remite a valores que se desean destacar como la fuerza, la virilidad y el poder inherente a su posición de faraón, y descalzo, dando a entender que pisa terreno sagrado.[6]
- El dios Horus, símbolo de la divinidad del rey, está posado sobre seis tallos de papiro, símbolos del Bajo Egipto, lo que incide sobre el hecho de la conquista del Delta. Esta deidad, personificada en la figura de un halcón, se impone sobre un enemigo sometiéndolo por medio de un gancho por la nariz, lo que representa cómo Horus se apropia de la respiración o vida de quienes se enfrentan a él. Su inclusión en la paleta referencia la creencia de que el faraón es una reencarnación terrenal del dios y sus actos están guiados por la potestad divina.[7]
- Debajo hay más enemigos de pelo rizado abatidos y junto a sus hombros la representación simbólica de dos ciudades amuralladas conquistadas.

### Reverso
- En la franja superior está el faraón con la corona roja, símbolo del dominio sobre el Bajo Egipto. Se encuentra acompañado de su séquito ante dos filas de enemigos decapitados. A esta representación del poder escenificada en el mayor tamaño del gobernante se añaden las figuras de un halcón y un barco, símbolos del sol y su resurgir diario.[6]
- En la parte baja están representados dos serpopardos, animales fabulosos de cuellos entrelazados. Alan Gardiner opina que es una representación de la unión de las Dos Tierras bajo un solo rey. La parte situada entre los cuellos, rebajada, era la usada como base para moler kohl, un polvo cosmético utilizado para proteger los ojos. Estos animales míticos, influidos por la cultura mesopotámica, son mitad serpiente y mitad fieras de cuatro patas.[8]
- Debajo de todo aparece un toro (que simboliza al propio rey)[9][10] que derriba las murallas de las ciudades rivales y aplasta a un enemigo caído.

## Interpretación
Gardiner opina que la paleta representa una batalla por el control del Delta, probablemente en manos de los libios, que posiblemente fue el final de una guerra de varias generaciones. John Baines propone que representan símbolos de logro regio, cuyo propósito no es dar cuenta de un evento histórico, sino exponer el dominio del rey sobre el mundo en nombre de los dioses, para lo cual ha derrotado las fuerzas del caos internas y externas.
Esta batalla, no obstante, no tiene reflejo en la expresividad del faraón, las divinidades y los enemigos ya que, a diferencia de la pintura del dibujante H. M. Herget recogida originalmente en 1941 por National Geographic Magazine y que representa el sometimiento de los considerados enemigos por Narmer, los rostros en la paleta no muestran emotividad ante los mensajes explícitos de guerra, dominación y violencia exhibidos en la pieza.

## Simbología
La imagen del faraón golpeando a sus enemigos con una maza se puede encontrar en bajorrelieves a lo largo de toda la historia del Antiguo Egipto, incluyendo a faraones de los que se desconoce su intervención en batallas. Fue una imagen simbólica propagandística del poder real. Destacan las representaciones de los faraones Den (tablilla), Tutmosis III en Karnak, Ramsés II en Abu Simbel, Ramsés III en Medinet Habu o Ptolomeo XII en Edfu.
Esta derrota alcanzada por el faraón simboliza, por tanto, la dualidad entre los ritos celebrados en el interior de los templos y la transmisión de realidades a las divinidades de lo sucedido en un mundo exterior donde la sociedad en su conjunto vivía bajo el gobierno de sus representantes terrenales y seguían los designios de estas divinidades, manteniendo así el orden. Así, la Paleta de Narmer consolida la simbología de la "masacre o subyugación del enemigo", cuya función recae sobre el gobernante que era quien debe mantener alejadas a las fuerzas del caos y defender las fronteras de Egipto, en tanto que los pueblos existentes fuera de estas son considerados como fuerzas caóticas y con un comportamiento hostil y prácticamente animal que pueden poner en peligro al faraón, los súbditos y la forma de vida egipcia.